# Paedocypris
Il genere Paedocypris comprende tre specie di piccoli pesci d'acqua dolce appartenenti alla famiglia Cyprinidae.

## Distribuzione e habitat
Le specie di Paedocypris sono diffuse nel Sudest asiatico: Malaysia, Borneo e Sumatra. Abitano paludi di torba con acque anche molto acide (pH3: oltre 100 volte più acide della comune acqua piovana) e torbide. Questi ambienti sono minacciati dagli incendi delle foreste e dalla bonifica per le coltivazioni.

## Descrizione
Queste specie presentano un corpo snello e allungato, con la particolare conformazione della testa che, protesa in avanti, non protegge il cervello con una scatola cranica completa. Le pinne sono allungate e trasparenti. I maschi sono dotati di minuscoli ganci controllati da potenti muscoli, atti ad agganciarsi al corpo della femmina durante l'accoppiamento e permettere la fecondazione sicura delle uova.
Le dimensioni sono estremamente minute: si attestano sui 10 mm per i maschi e poco meno (7,9–9 mm) per le femmine e fanno di questi pesci i più piccoli pesci e i più piccoli vertebrati esistenti sulla Terra.

## Tassonomia e specie
Tutte e 3 le specie appartenenti al genere Paedocypris sono state scoperte e descritte da un'équipe di biologi di Singapore e svizzeri, che li hanno descritti nel 2006 e nel 2008.

Il nome del genere deriva dalle parole greche Paideios (bambino) + cypris (Venere, da cui deriva il nome della famiglia Cyprinidae).
- Paedocypris carbunculus
- Paedocypris micromegethes
- Paedocypris progenetica